# 弗法奥

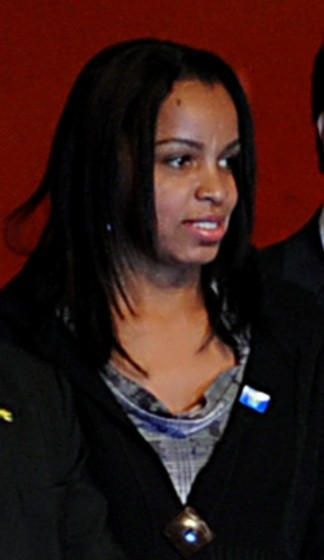
弗法奥

弗法奥（葡萄牙語：Hélia Rogério de Souza，1970年3月10日—）是一位巴西已退役女排运动员。曾效力于巴西国家女子排球队，在场上司职二传手。在2008年夏季奥林匹克运动会上，弗法奥所在的巴西女排首次夺得奥运冠军，赛后弗法奥被評為奥运会最佳二传。

## 俱乐部赛荣誉
2010年，弗法奥所在的土耳其费内巴切女排俱乐部夺得冠军。2013年，弗法奥所在的Unilever Vôlei獲得亚军。